# Aino Sibelius
Aino Sibelius, född Järnefelt 10 augusti 1871 i Helsingfors, död 8 juni 1969 i Träskända, var en finländska, som var gift med Jean Sibelius.

## Biografi
Aino Järnefeldt var det sjunde av nio barn till Alexander Järnefelt och Elisabeth Clodt von Jürgensburg. Hon var syster till Kasper, Arvid, Eero och Armas Järnefelt. Hon gick ut från  Kuopio flickskola 1887, och studerade också i slöjdskola i Kuopio och i Vasa, där hon lärde sig teckning, ornamentik, räkning och bokföring. Hon ville studera vidare, men tilläts inte detta av sin far, som ville att hon skulle vara i faderns hem för att representera och sköta ekonomin.
Brodern Armas presenterade Aino och sin studiekamrat Jean Sibelius för varandra 1889. De gifte sig 1892. Aino Sibelius ägnade sig år att stödja sin man i hans komponerande och ta hand om hem och barn, som hon var hemlärare för. Paret fick sex döttrar: Eva Paloheimo, Ruth Snellman, Kirsti Sibelius, Katarina Ilves, Margareta Jalas och Heidi Blomstedt.
Jean och Aino Sibelius bosatte sig 1904 i det av dem uppförda Ainola söder om Träskända, som också var den plats där Jean Sibelius komponerade. Aino Sibelius ritade flera av möblerna på Ainola. Paret ingick i Konstnärskolonin vid Tusby träsk tillsammans med bland andra Ainos bror Eero Järnefelt, Juhani Aho och Venny Soldan-Brofeldt. Aino Sibelius levde periodvis under ekonomiska små omständigheter, eftersom Jean Sibelius hade ett dyrbart privat umgänge med konstnärseliten, ofta på Hotell Kämp i Helsingfors. Hon bodde efter Jean Sibelius död 1957 kvar på Ainola till sin död 1969, varefter huset köptes av finländska staten och blev ett museum.

## Bildgalleri

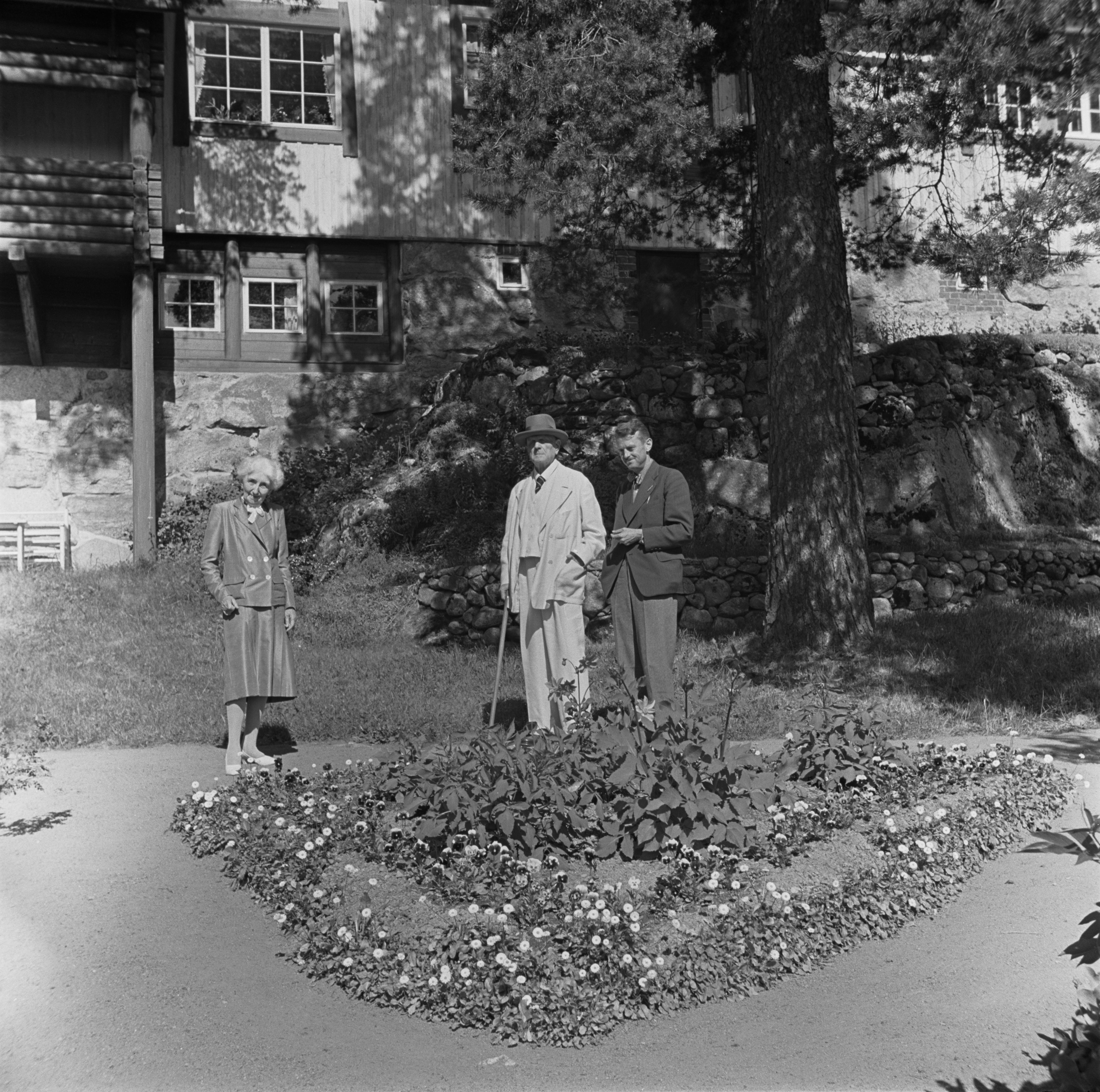
Aino Sibelius i Ainolas trädgård, tillsammans med Jean Sibelius
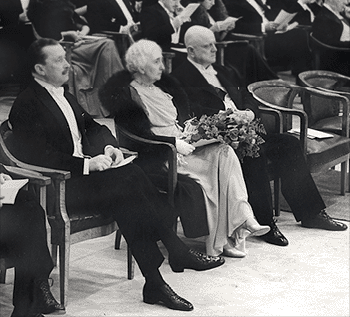
Aino och Jean Sibelius på konserten på Jean Sibelius 70-årsdag